# Jermak (ledoborec)
Ruský ledoborec Jermak je prvním moderním ledoborcem na světě. Byl pojmenován podle atamana a průzkumníka Sibiře Jermaka Timofějeviče.
Ledoborec Jermak byl postaven podle plánů admirála Stěpana Makarova loděnicí Armstrong Whitworth v Newcastle upon Tyne. Teoretické výpočty předcházející projektu prováděl Dimitrij Mendělejev. Původní idea byla vytvořit ledoborec, schopný dobytí severního pólu, na to však byla tato loď slabá.
Stavba trvala pouhých deset měsíců. Na vodu byl spuštěn 29. října 1898, do služby byl přijat v roce 1899. Po absolvování dvou pokusných plaveb byl na základě nabytých zkušeností u výrobce ještě upraven.
Konstrukční zvláštností byl v té době neobvyklý trup lodi, který měl vejčitý tvar a zkosenou záď i příď (úhel 25°). Díky tomu mohl najíždět na led a lámat jej svou váhou. Tento princip se u ledoborců používá dodnes. Jermak byl také první lodí ruského námořnictva, vybavenou radiotelegrafem Alexandra Popova.
Jermak sloužil až do roku 1963, o rok později byl zrušen. V roce 1974 byl jako náhrada postaven stejnojmenný ledoborec, tentokrát však již s dieselovým pohonem.